# Clifford with Boston

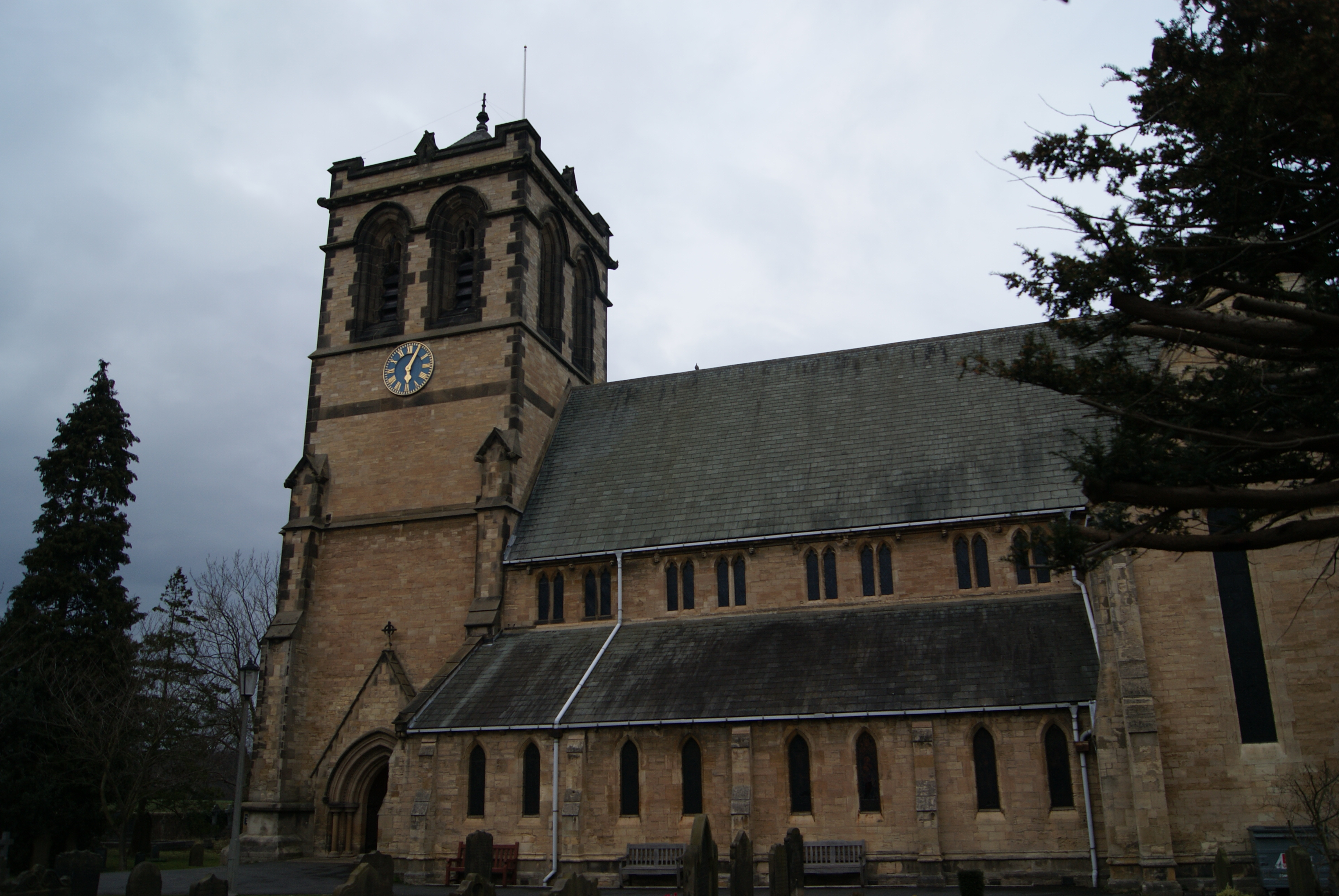
Boston Spa

Clifford with Boston var en civil parish från 1866 till 1896 då den blev en del av Boston Spa och Clifford, i grevskapet West Riding of Yorkshire (nu West Yorkshire), i England. Denna civil parish var belägen 17 km från Leeds och hade 2 330 invånare år 1891.